# Jamil Gedeão
Jamil Gedeão (Recife, 19 de abril de 1931) é um jogador de basquete brasileiro. Ele competiu no torneio masculino nos Jogos Olímpicos de Verão de 1956.